# Chaetopleura
Chaetopleura är ett släkte av blötdjur. Chaetopleura ingår i familjen Ischnochitonidae.

## Dottertaxa tillChaetopleura, i alfabetisk ordning[1]
- Chaetopleura angolensis
- Chaetopleura angulata
- Chaetopleura apiculata
- Chaetopleura asperior
- Chaetopleura asperrima
- Chaetopleura benaventei
- Chaetopleura benguelensis
- Chaetopleura biarmata
- Chaetopleura brucei
- Chaetopleura carrua
- Chaetopleura chelazziana
- Chaetopleura debruini
- Chaetopleura fernandensis
- Chaetopleura gambiensis
- Chaetopleura gemma
- Chaetopleura hanselmani
- Chaetopleura hennahi
- Chaetopleura isabellei
- Chaetopleura lurida
- Chaetopleura natalensis
- Chaetopleura papilio
- Chaetopleura pertusa
- Chaetopleura peruviana
- Chaetopleura pomarium
- Chaetopleura pustulata
- Chaetopleura roddai
- Chaetopleura shyana
- Chaetopleura sowerbyana
- Chaetopleura staphylophera
- Chaetopleura unilineata